# Гуидо I да Полента
Вижте пояснителната страница за други личности с името Гуидо.
Гуидо I да Полента, познат и като Гуидо Стари или Гуидо да Полента Миноре (на италиански: Guido da Polenta, Guido il Vecchio, Guido da Polenta il Minore, * пр. 1250 в Равена, † 1310, пак там) от рода да Полента е италиански кондотиер, господар на Равена (1275–1297) и на Червия (1282–1297).

## Произход
Той е син на Ламберто да Полента († ок. 1241), политик, и на Самаритана Манфреди.

## Биография
Семейство Да Полента, начело на което е Гуидо, е традиционно вярно на гвелфската партия. В обществения си живот Гуидо постоянно е на страната на архиепископ Филип. След смъртта на Филип в семейството възникват нови конфликти. То се разделя на два клона, начело на които са братовчедите Гуидо Ричо или Маджоре, син на Алберико, и Гуидо Миноре. Конфликтите между двамата лидери са временно преодолени с компромис, който възлага владението над Комакио на Гуидо Ричо, а Равена на Гуидо Миноре. Но скоро сблъсъците се възобновяват и Гуидо Ричо с децата си преминава на страната на Траверсари, гибелинско семейство, което е лют враг на Да Полента. Семейство Траверсари контролира комуната по това време, като е най-известното семейство в Равена.
През 1275 г. Гуидо, с преврат, завладява властта над града, отнемайки го от горчивите си съперници. Приносът на кавалерията, осигурена от Джовани Малатеста, известен като Джанчото (също гвелф), негов съюзник, е решаващ. Като благодарност той предлага дъщеря си Франческа за жена на Джанчото (която става известна, защото за трагичната й любов към брата на Джанчото е разказано от Данте в петата песен на „Ад“). Гуидо поставя началото на неоспоримо господство над града, което продължава до 1441 г. По време на неговото управление владението на Полента се увеличава значително с придобиването на Червия в ущърб на Гуидо да Монтефелтро и на Комакио, на който той става господар след смъртта на Гуидо Ричо (1293 г.). Гуидо лично заема длъжността на общински консул от декември 1275 г. до декември 1276 г. и е общински кмет от 1285 г. до 1290 г., по-специално той е кмет на Пистоя през 1288 г. и на Флоренция през 1290 г., между юли и ноември.
През 1288 г. съюзът между Да Полента и Малатеста се разпада поради убийството на Франческа да Полента, омъжена за Джанчото Малатеста. Венецианците и ректорът на провинцията Стефано Колона се намесват, за да помирят двете страни (1290 г.).
През 1294 г. той е капитан на народа на Форли.
През 1301 г. определя най-големия си син Ламберто за свой наследник, който поема подеста завинаги, създавайки предпоставки за установяване на господството над град Равена.

## Брак и потомство
Гуидо I да Полента има от неизвестна жена шест сина и една дъщеря:
- Ламберто I да Полента (* ок. 1275, Равена; † 22 юни 1316, пак там), господар на Равена (1301 – 1316), кондотиер, ∞ за Джована д'Есте, от която няма деца. Има един извънбрачен син;
- Бернардино да Полента (* ок. 1250, † 22 април 1313, Червия), господар на Червия (1297 – 1313), кондотиер, ∞ 1275 за Мадалена Малатеста, от която има трима сина и една дъщеря, има и един извънбрачен син;
- Франческа да Полента (* ок. 1260, † 1285, Градара убита), ∞ за Джовани „Джанчото“ Малатеста († 1304), бъдещ господар на Пезаро (1294 – 1304), командир, от когото има една дъщеря; любовница е на брат му Паоло;
- Остазио да Полента (* 1282, †1346), кондотиер, господар на Равена и на Червия
- Маноеле да Полента († 1302)
- Гуидучо да Полента († 1333)
- Бандино да Полента († 9 март 1325, Равена), кондотиер, господар на Червия (1313 – 1325)